# Wallilabou Bay
Die Wallilabou Bay ist eine Bucht an der Westküste der Insel St. Vincent. Der Name stammt von dem anliegenden Ort Wallilabou.
Die Bucht war Drehort für den amerikanischen Spielfilm Fluch der Karibik (2003) und diente für den fiktiven Hafen „Port Royal“. Nach Abschluss der Dreharbeiten wurden die Kulissen weitgehend sich selbst überlassen.